# Застава Кокосових Острва
Застава Кокосових Острва је дизајнирана 2003, али је службено усвојена 6. априла 2004. Застава је зелене боје, на левој страни налази се жути круг са палминим дрветом, а са десне жути полумесец и пет звезда које предстваљају сазвежђе јужног крста и повезаност са Аустралијом и положај острва на јужној хемисфери.